# Родриго де Вильяндрандо
Родриго де Вильяндрандо (исп. Rodrigue de Villandrando, Rodrigo de Villandrando) (р. 1378 — ум. 1457 гг) — кастильский командир наёмников XV в., участник Столетней войны

## Биография
Старший ребёнок Педро де Вильярандо и Альдонсы Диас де Коррал. Брат Родриго, Педро де Корал, взявший фамилию матери, является автором «Хроники короля Дона Родриго».
24 мая 1433 года он в первый раз женился на Маргарите де Бурбон — внебрачной дочери герцога Жана I де Бурбона и единокровной сестре герцога Карла I де Бурбона.
Он женился во второй раз на Беатрис де Зунига (или Беатрис де Эстуньига) от которой у него родился сын Педро, ставший его преемником в качестве графа Рибадео, после чего титул перешел к его племяннику — дону Гомесу де Сармьенто, сыну его сестры Марины, также родившемуся от его второго брака.
Благодаря своей бабушке-француженке он сначала служил пажом, а затем в отряде Жана де Вилье де Лиль-Адана во время войны между арманьяками и бургиньонами, в частности 29 мая 1418 года во время осады Парижа.
Около 1420 г. сформировал отряд бригандов, который в 1422 г. присоединился к роте маршала Франции Амори де Северака, принял участие в битве при Вернёе 1424 г. Начиная с 1427 г. занялся грабежом Лангедока, Каркассона и Нима, дойдя до Лиона. Годом позже к его отряду в качестве лейтенанта присоединился наёмник Жан Салазар.
11 июня 1430 г. он принял участие в битве при Антоне с вооруженным вульжами, булавами и пиками отрядом из примерно 400 человек на стороне дофина Карла против объединённого войска принца Оранского Луи II де Шалон-Арле, герцога Бургундии Филиппа III Доброго и герцога Савойи Амадея VIII. В ходе победного сражения пленил сеньора Варембона Франсуа де Ла Палю и сеньора Бюсси Гийома III де Вьена, за которых получил большой выкуп.
Затем он получил титул оруженосца. Входя в состав королевскую армию Франции вместе с Эмбером де Гроле защищал границу Бурбонне от соседнего герцогства Бургундия.
В 1431 г. за заслуги был произведен в графы Рибадео королём Арагона Хуаном II. В том же году участвовал подавления народного восстания в Форе, а также уничтожил укрывшихся в Сен-Ромен-ле-Пюи бунтовщиков.
В сентябре 1432 года его рутьеры, нанятые Жоржем де ла Тремуйем, удерживали Ле-Пон-де-Се и подверглись нападению Жана V де Бюэйяя.
Около 1433 г. имел в распоряжении 10 тыс. наемников, большей частью англичан, отличившихся грабежами местных земель, в основном в Медоке.
В 1433 году во главе своего отряда штурмом взял замок Лагард-Виор, который вернул владельцам за выкуп. В 1433 г. изгнал общину монастыря Гурдуз, после переговоров и денежной выплаты, в 1435 году монастырь перешел в собственность каноников монастыря Сен-Николя де Кампаньяк.
В обмен на заем в размере 6000 экю, предоставленный Карлу I де Бурбону, приобрел замок Юссель, а затем замок Шательдон. Затем он поселился в замке Монжилбер, где прожил с 1434 по 1439 год.
В 1437 году фурьеры короля Франции Карла VII были ограблены в Эриссоне его людьми.
В 1438 году армия генерал-лейтенанта Карла II д’Альбре и Потона де Сентрайя, за которой следовали люди Вилландрано, напала на Бордо и разграбила Медок, но не смогла устоять у стен Бордо.
В 1436 году его жена Маргарита умерла вскоре после рождения сына, который под именем Шарля де Вилландрано и Бурбона в конечном итоге унаследовал часть имущества и привилегий Бурбонов во Франции.
В 1440 году он сражался вместе с Карлом I Бурбонским против короля Карла VII во время Прагерии. В 1441 году его люди захватили Чанги и Павию. В следующем году он снова перешел на другую сторону и по приказу короля Франции совершил набег на северную Гасконь.
В 1443 году часть отрядов Родригеса под командованием Жана Салазара вернулась из Испании, опустошила Верхний Лангедок и разграбила Лораге.
Умер в 1457 г., пребывая маршалом королевства Кастилия.

## Некоторые из городов, разграбленных или откупившихся от Вильяндрандо
- Треньяк
- Мемак
- Тюль
- Сен-Клеман-де-Ренья (1431)
- Сен-Ромен-ле-Пюи (1431)
- Бор-э-Бар
- Салер (до 1428)
- Лапарад
- Корд-сюр-Сьель (1436)
- Буа-Сен-Мари (1437)
- Лозен (1438)
- Фюмель (1438)